# Sarita (Teksas)
Sarita – jednostka osadnicza w Stanach Zjednoczonych, w stanie Teksas, w hrabstwie Kenedy. W 2008 roku liczyło 250 mieszkańców.